# Arthur Gore
Arthur William Charles Wentworth Gore (Lyndhurst, 2 januari 1868 – Kensington, 1 december 1928) was een tennisspeler uit Groot-Brittannië.
Hij won driemaal het enkelspel en eenmaal het dubbelspel van Wimbledon.
Gore won tijdens de Spelen van 1908 in Londen indoor het enkelspel en het dubbelspel samen met Herbert Barrett.
Tevens won hij met het Britse team de International Lawn Tennis Challenge van 1912.